# Импулс (група)
Вижте пояснителната страница за други значения на Импулс.
Импулс е българска рок група, създадена в София, от Илия Кънчев, Васил Стоев и Пейо Пеев, която свири в стил хардрок. От 1979 до 1984 г. е студийна група към БНР.
Сред хитовите песни на „Импулс“ са: „Бряг“, „Сила“, „Остава вечно“, „Есенни птици“, „Закъсняло ехо“, „Ти дойде“, „Среднощна музика“, „Сън“, „Гладиатор“, „Жена“, „Ако ти си отидеш за миг“ и др.

## История
През 1978 г. групата се нарича „Кристали“ и е в състав Илия Кънчев, Пейо Пеев, Васил Стоев и Красимир Манолов. Малко по-късно се присъединяват Чавдар Тончев и Бисер Батов. Групата приема името „Импулс“, след като е записана песента „Мария“ с вокал Вили Кавалджиев. В предаването „Музикална стълбица“ песента е представена с името „Импулс“, съответстващо на името на групата на Кавалджиев от 70-те години. Група „Импулс“ участва в концерти из цялата страна в големи концертни програми, в които участие вземат известните ни актьори Георги Парцалев и Стоянка Мутафова. През 1978 г. „Импулс“ с прави първото си самостоятелно турне и България, като в концертите си освен авторски песни групата изпълнява и кавър версии на известни рок групи.
От месец март 1979 г. „Импулс“ е студийна група към БНР. Освен Илия Кънчев, Васил Стоев – Ампега и Пейо Пеев, към групата се присъединяват Виктор Грънчаров и Чавдар Панев. Песента „Бряг“ заема първо място в телевизионната класация 3 от 8 /Мелодия на годината/. Другата им популярна песен е „Сила“. Двете песни са издадени в компилациите „Мелодия '81“ и „Диско 9“. През 1981 г. песента „Остава вечно“, записана с вокал Красимир Манолов, оглавява класациите на БНТ и БНР. „Остава вечно“ влиза в компилацията „Естрадна мозайка 2“.
В края на 1981 г. солист на групата става Веселин Маринов. Съставът търпи промени, тъй като Васил Стоев заминава на турне с Леа Иванова и Еди Казасян, а Пейо Пеев и Чавдар Панев основават група „Спринт“. През месец октомври 1982 г. „Импулс“ е в следния състав: Веселин Маринов, Атанас Георгиев и Петър Петров — Шушу. По това време целият състав на групата, без Илия Кънчев, са студенти в Консерваторията. По-късно се присъединява и Нелко Коларов, който композира някои от песните на групата. Издадена е малка плоча с песните „Пепеляшка и съня“ и „Раздвояване“. Записан е и в клип към песента „Среднощна музика“ в стил прогресив рок. Песента „Ти дойде“ по текст на Салис Таджер със солист Веселин Маринов печели първа награда на Младежкия конкурс за забавна песен – 1984 г. Вокалистът обаче е принуден да напусне групата поради проблем с гласните струни.
Записват песните „Закъсняло ехо“ и „Среднощна музика“ на малка грамофонна плоча. Песента „Закъсняло ехо“ оглавява класациите на БНТ и с нея „Импулс“ участват в новогодишна програма. Двете песни от тази плоча са използвани за основа на албума „Импулс 1“, който излиза в началото на следващата година и е записан с участието на Васил Стоев и Пламен Дойчев. Албумът е записан в стиловете мелъди рок и арт рок. В него попада песента „Ако ти си отидеш за миг“ по стихове на Евтим Евтимов. Тази песен се превръща в най-големия хит на групата. Песните „Сняг“, „Не си отивай“ и „За добро“ се задържат в месечните класации на „Мелодия на годината“.
През март 1985 г. участват в музикалната класация на Всяка неделя с песента „Жена“. През 1985 г. излиза албумът „380 волта“, но той е спрян заради „агресивно пеене“ и „западно влияние“. В периода 1985 – 1987 г. групата редовно е на концерти и турнета. Записва едва няколко песни през този период. През 1987 г. „Импулс“ участва на аматьорски фестивал на хевиметъл – рок групи в Брюксел, Белгия. Осъществяват няколко турнета в СССР и Африка (Сенегал, Нигерия, Гвинея, Гана). 
В края на 1987 г. групата е в друг състав – Владимир Михайлов, Георги Енчев и Емил Стефанов – Фашиста. Малко по-късно е взет и втори китарист – Мирослав Йолов. Първата песен записана в новия състав е баладата „Колко те обичам“. По-късно групата записва песента „Гладиатор“ с вокал Георги Енчев, която става първата песен в стил хевиметъл, излъчена от ефира на Българската телевизия, в предаването „Мелодия на годината“ през месец декември 1988 г. През пролетта на 1989 г. на грамофонна плоча излиза и албумът „Гладиатор“. Освен едноименната песен, албумът включва и няколко забележителни песни, сред които „Всекидневие“, „Картина“, „Видео неделя“. Видеото към "Всекидневие" е първият български хевиметъл клип. В края на 80-те групата е поканена за поддържаща група на Дийп Пърпъл, но англичаните отменят концерта си. В края на годината Георги Енчев отива в чешката група „Титаник“. През август 1990 г. на концерт в Германия „Импулс“ са поддържаща група на Скорпиънс. На 29 януари 1991 г. „Импулс“ прекратяват концертната си дейност, след като студиото им е ограбено. През 1993 г. Hot Metal Records преиздава „Гладиатор“ в сплит албум заедно с „1“ на унгарската банда „Missio“.
Групата се събира отново през 1995 г., когато Илия Кънчев се връща от Ротердам и се среща с Атанас Георгиев. За китарист е поканен Димитър Кърнев. В този състав групата издава още 2 албума – „Лошо гадже“ и „Аутопсия на една държава". Те нямат особен успех, но по-запомнящите се хитове са „Писна ми“ и „Смотан балкански рок“. Заснет е клип към песента „Лошо гадже“, както и английска версия. През 1998 г. излиза компилацията „20 години здрав рок“, съдържаща концертни записи на „Среднощна музика“, „Гладиатор“ и други песни. След множество неудачни промени в групата в края на 1990-те години идеологът и ръководител на Импулс Илия Кънчев решава да емигрира в САЩ. Там живеят Атанас Георгиев и Емил Стефанов – Фашиста.
През 2008 г. групата обмисля да издаде албум със заглавие „Желязна тояга“, но тази идея така и не се реализира. На 12 ноември 2009 г. Илия Кънчев умира от рак. През 2010 г. групата свири в негова памет. Това се случва в ретро клуб „Импулс“, поддържан от Емил Стефанов.
През септември 2012 г. групата се завръща с песента „Сбогуване“ на фестивала за нова българска поп и рок песен в подкрепа на кампанията „Нека бъдем по-добри“, провеждащ се пред НДК. За тази песен групата печели втора награда на фестивала. От оригиналния състав на групата свирят Васил Стоев – Ампега и Пейо Пеев, а вокалист е Теодор Койчинов. През 2013 г. групата записва песен, посветена на Славия (София) по случай 100-годишнината на отбора. През май 2013 г. песента „Видение“ заема първо място в класацията на БНР „Ескалатор“.
През 2014 г. групата е поканена от компанията „Госконцерт“ да изнесе концертно турне в Русия.

## Състав
- Илия Кънчев – клавир, китара, вокал – основател на групата.
- Васил Стоев – бас (1977 – 1982 г.; 2012 – ) (основател на групата и група Моби Дик).
- Пейо Пеев – ударни (1977 – 1982 г.; 2012 –) (основател на групата и група Спринт).
- Бисер Батов – бас китара (1979 – 1980)
- Чавдар Стефанов – соло китара (1979 – 1980)
- Чавдар Панев – китара, вокал (1978 – 1981)
- Виктор Грънчаров – китара (1979 – 1982 и 1983 – 87)
- Стефан Бъчваров – бас китара (1980 – 1982)
- Вили Кавалджиев – вокал (1980)
- Красимир Манолов – вокал и китара (1981 – 1982)
- Веселин Маринов – вокал (1981 – 84)
- Атанас Георгиев – Наско Цайса – бас, вокал (1982 – 1987, 1995 – 1996)
- Петър Петров - Шушу – ударни (1982 – 83)
- Нелко Коларов – клавир (1981 – 86)
- Галин Беличовски – китара (1982 – 1982)
- Тодор Върбанов – клавир (1982 – 1983)
- Николо Коцев – китара (1982 – 85)
- Кузман Бирбучуков – китара (1982 – 83)
- Данаил Годжев – ударни (1982 – 83)
- Светослав Колев – Цвъри – китара (1987 – 88)
- Иво Комитов – ударни, вокал (1985 – 87)
- Орлин Радински–Линча – ударни (1987 – 88)
- Георги Енчев – вокал и китара (1987 – 89)
- Владимир Михайлов – бас (1987 – 1991)
- Мирослав Йолов – китара (1987 – 1989)
- Емил Стефанов–Фашиста – ударни (от 1989 – 1991)
- Борислав Нанков – китара (1990)
- Иво Икономов – бас китара и вокал (1990 – 91)
- Димитър Кърнев – китара (1994 – 95)
- Теодор Койчинов – вокал (2012 –)

## Дискография

### Студийни албуми
- Импулс (1985)
- 380 волта (1985)
- Гладиатор (1989)
- Лошо гадже (1995)
- Аутопсия на една държава (1998)
- 20 години здрав рок (1998)

### Малки плочи
- ВИГ „Импулс“ (1982)
- ВИГ „Импулс“ (1984)

### Видеоклипове
- „Закъсняло ехо“ (1983)[11]
- „Среднощна музика“ (1983)[12]
- „Ако ти си отидеш за миг“ (1984)
- „Гладиатор“ (1988)
- „Всекидневие“ (1988)
- „Картина“ (1988)
- „Лошо гадже“ (1995)
- „Писна ми“ (1998)